# Consiglio dei Pregadi
Il Consiglio dei Pregadi o Consiglio dei Rogadi o, più comunemente, Senato era un organo costituzionale della Repubblica di Venezia istituito sin dal 1229 quale assemblea deliberativa superiore della Repubblica, che si occupava di discutere della politica estera e dei problemi correnti con un meccanismo decisionale più snello e ristretto rispetto al sovrano Maggior Consiglio.
Il nome di Consiglio dei Pregadi si riferisce letteralmente al fatto che i senatori venivano originariamente pregati di fornire il proprio consiglio al Doge, mentre il nome Senato si impose invece solamente nel XIV secolo col diffondersi della cultura umanista.
Il Senato si riuniva nell'omonima sala di Palazzo Ducale.

## Composizione e funzioni

### Membri elettivi e di diritto
Il Senato era presieduto dalla Serenissima Signoria con a capo il Doge, mentre i lavori erano preparati e diretti dai Savi del Collegio.
Vi erano poi i Pregadi:
- anzitutto i sessanta senatori annuali eletti dal Maggior Consiglio;
- a questi si aggiunsero successivamente altri senatori che costituivano la cosiddetta Zonta, cioè "aggiunta": istituita nella seconda metà del Trecento e rinnovata per decreto di anno in anno, essa divenne ordinaria e perpetua parte del Senato nel 1506, col definitivo numero di sessanta senatori de Zonta.

A questi membri elettivi si sommavano poi, di diritto, l'intera Quarantia, il Consiglio dei Dieci e gli Avogadori de Comùn. Dal 1305 sedevano per diritto in Senato, senza preventivo decreto del Maggior Consiglio anche i Procuratori di San Marco che (essendo carica vitalizia) quindi erano senatori a vita.
I pregadi erano distinguibili per il fatto di indossare la toga rossa, contrapposta alla normale toga nera degli altri patrizi.

### Membriex officio
Partecipavano ai lavori del Senato molti magistrati e funzionari dello Stato di volta in volta chiamati a trattare ex officio, cioè per necessità di carica, le materie loro inerenti:
- i comandanti militari, a partire da Capitan del Golfo, Capitan General da Mar e Capitan General de Teraferma;
- gli ambasciatori, i baili e i consoli in partenza o al ritorno dai propri incarichi;
- i podestà e governatori delle città e territori sottomessi;
- i provveditori e i membri di Magistrati e Deputazioni.

Da notare tuttavia come, per l'uso di assommare diversi incarichi alla medesima persona, spesso molti di questi funzionari rappresentassero al contempo più funzioni diverse e fossero al contempo essi stessi dei senatori eletti.

## Galleria di senatori veneziani

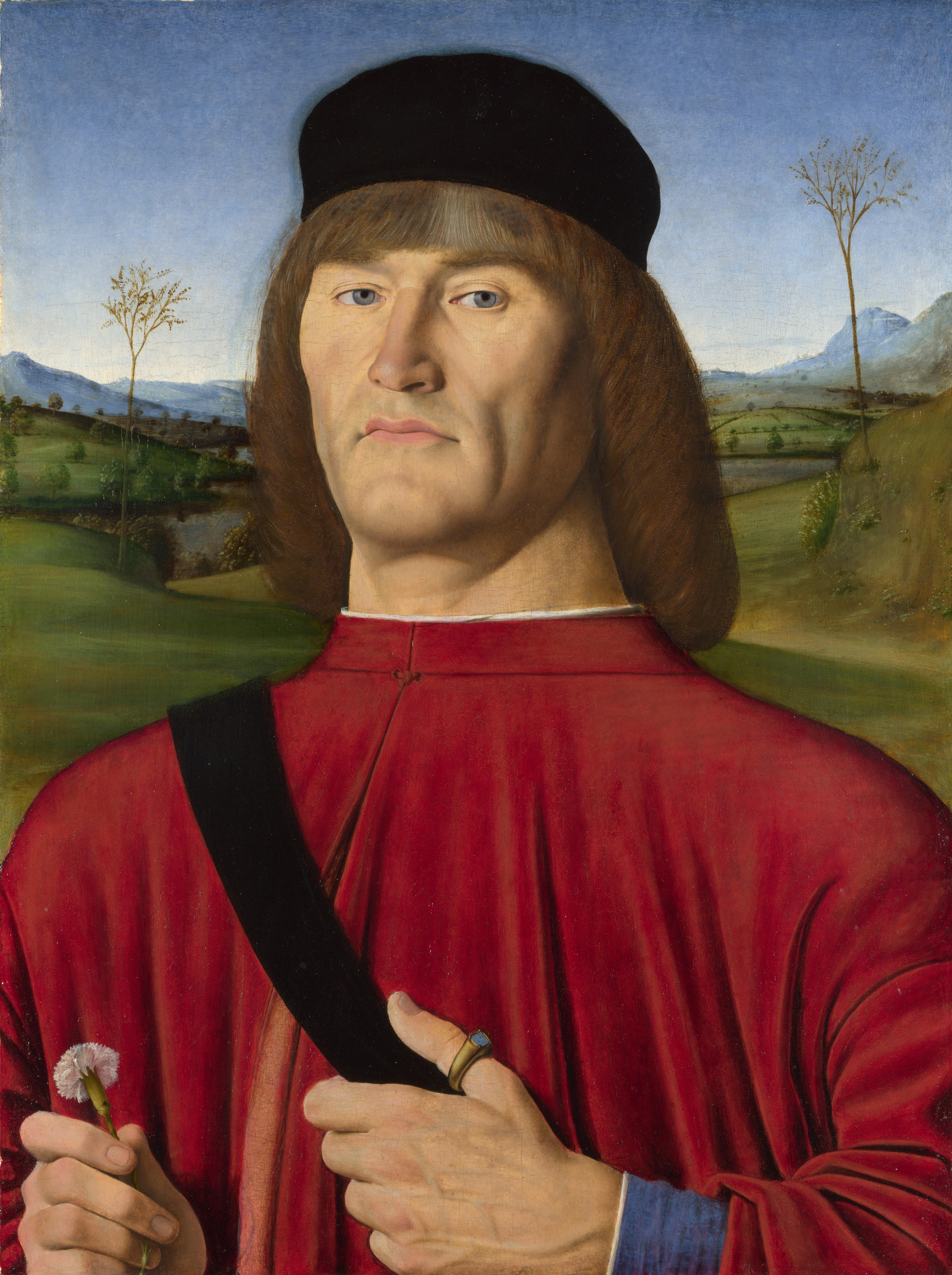
Ritratto di senatore veneziano, di Andrea Solari, XV-XVI secolo
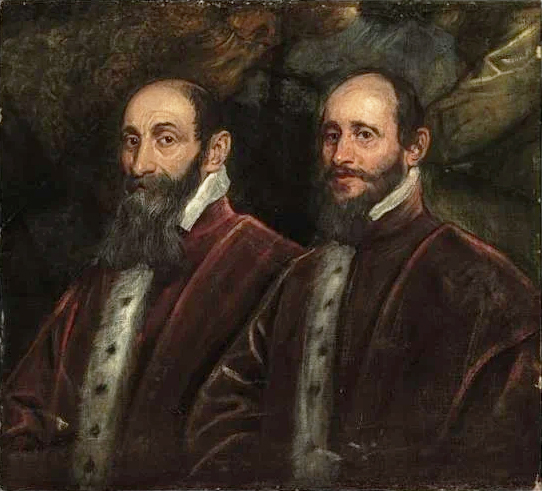
Doppio ritratto di senatori veneziani, bottega del Tintoretto, XVI secolo
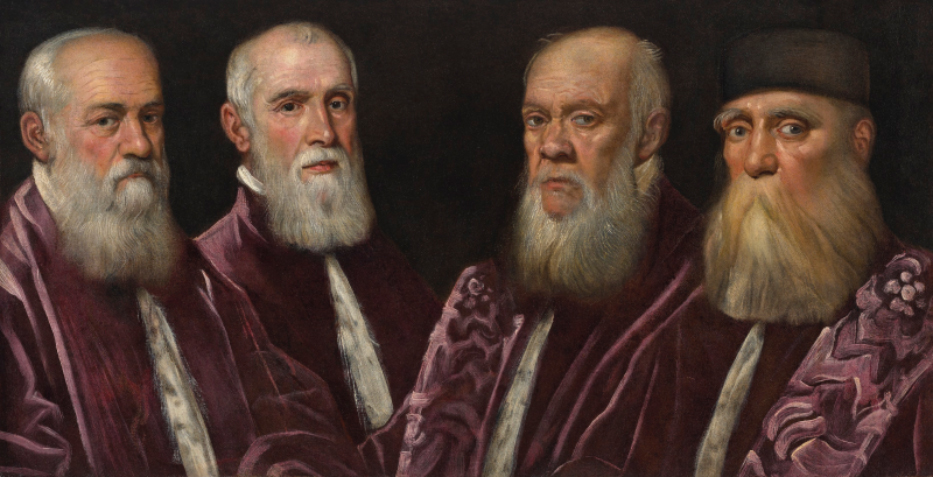
Gruppo di senatori veneziani, di Domenico Tintoretto, XVI secolo
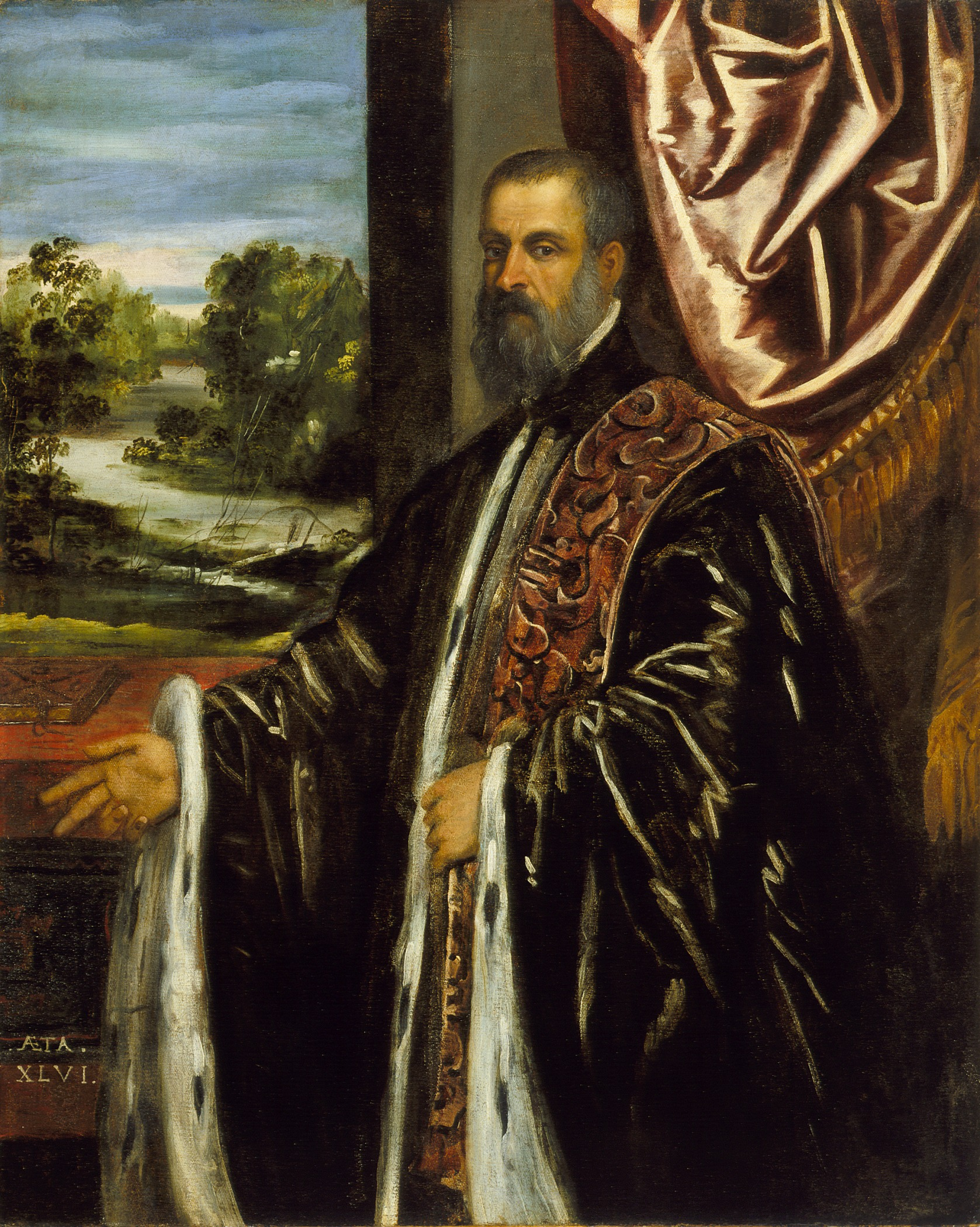
Ritratto di Marino Grimani, del Tintoretto, 1578
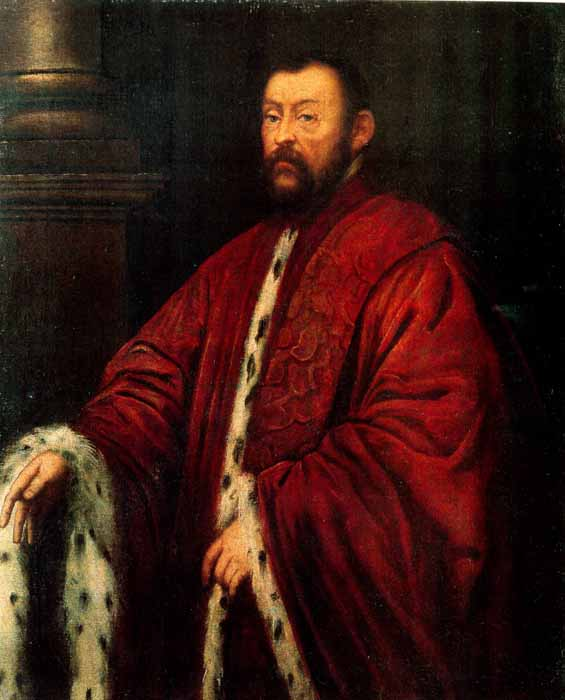
Il senatore Marcantonio Barbaro, del Tintoretto, 1593
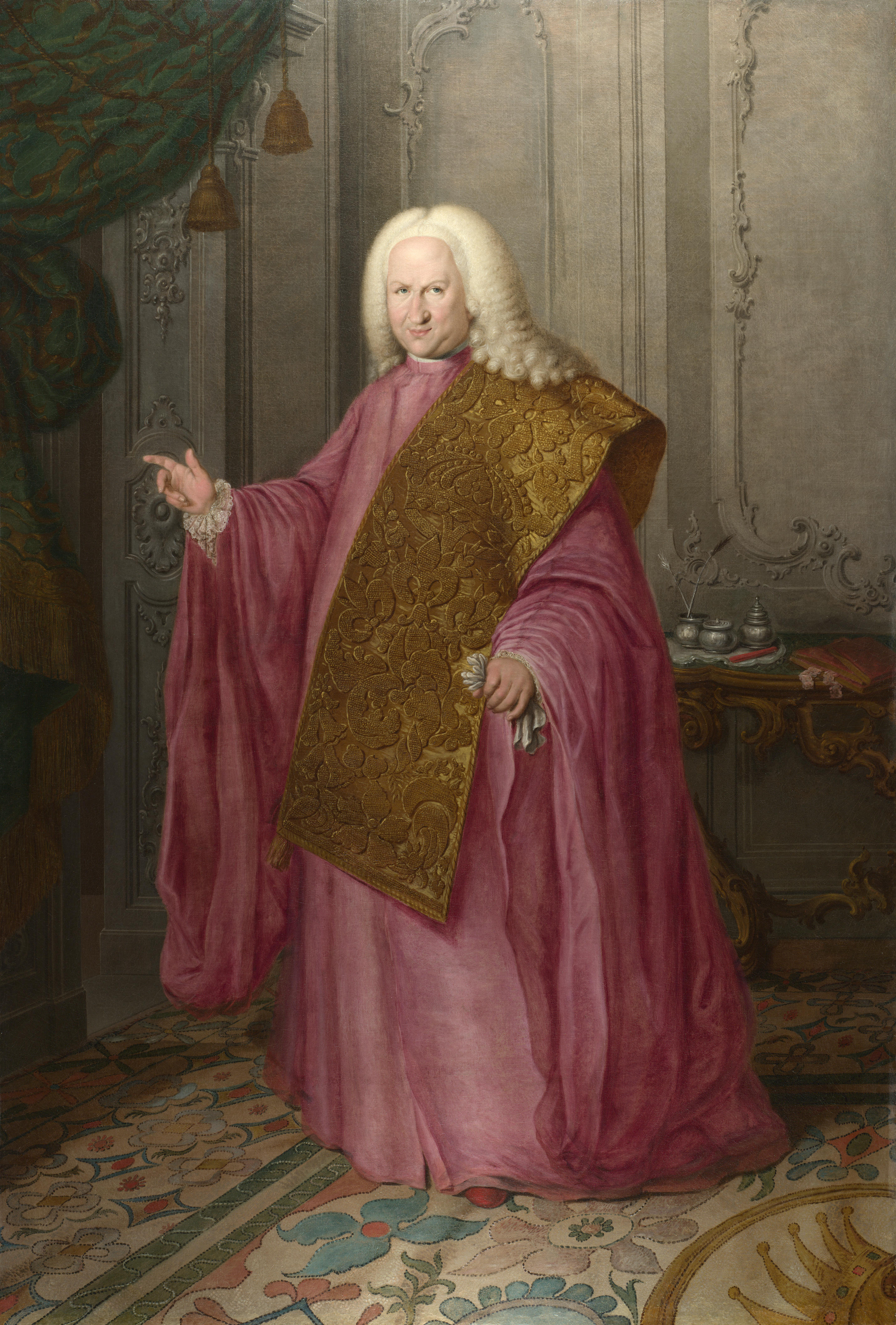
Ritratto di Andrea Tron, di Nazario Nazari, 1750
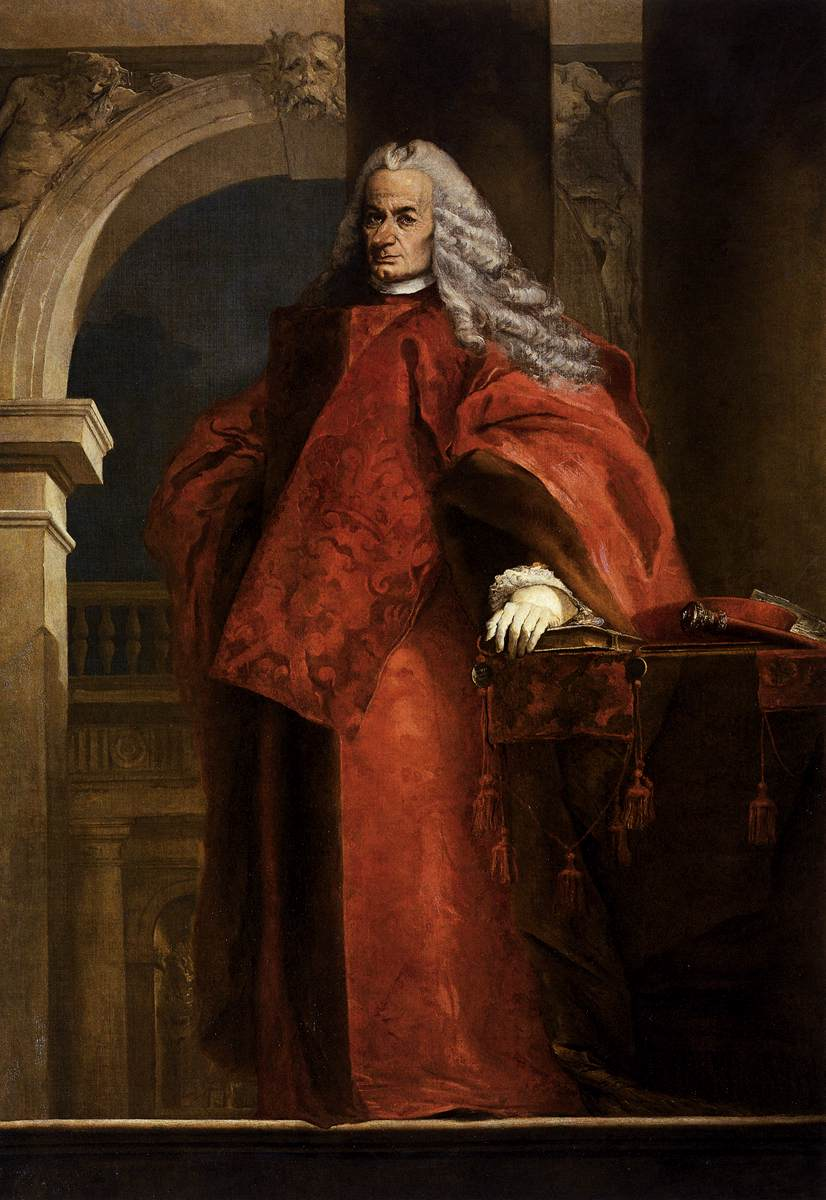
Ritratto di Daniele IV Dolfin, di Giovanni Battista Tiepolo, circa 1750
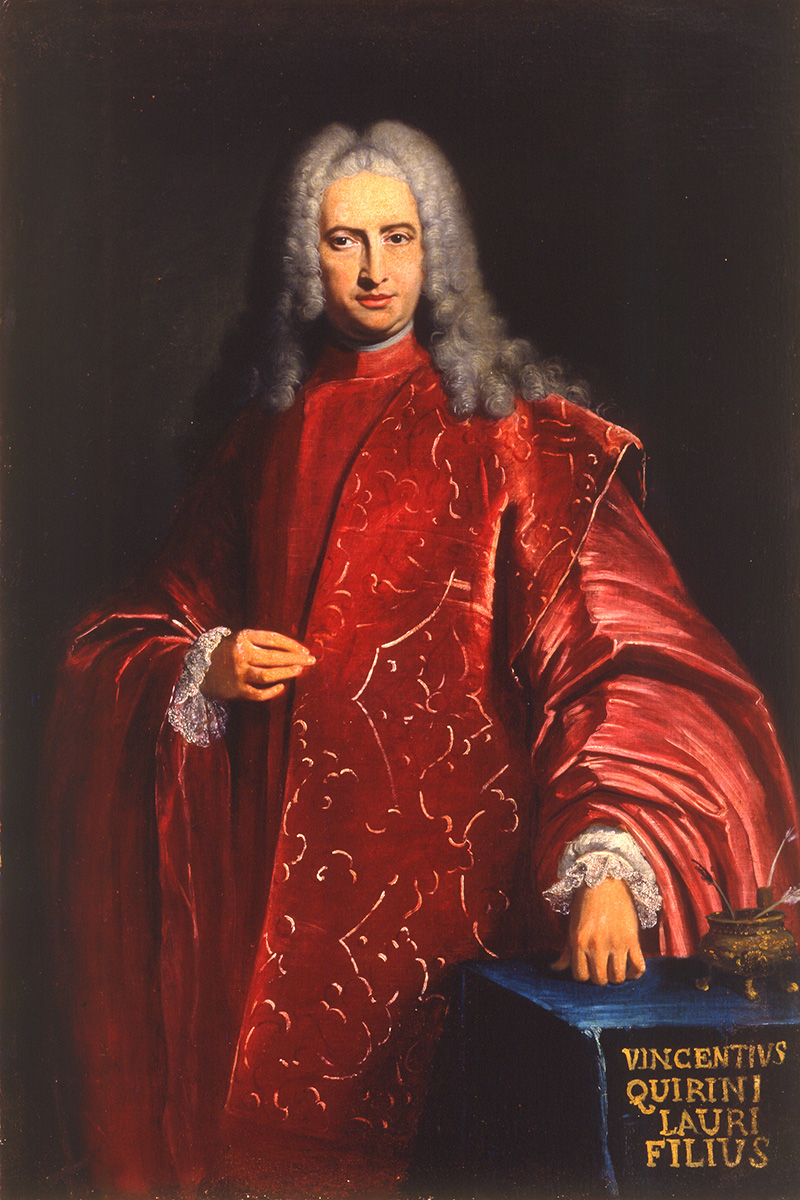
Ritratto di Vincenzo Querini, di Nazario Nazari, XVIII secolo
Processione dei senatori durante i funerali del doge Paolo Renier del 1789
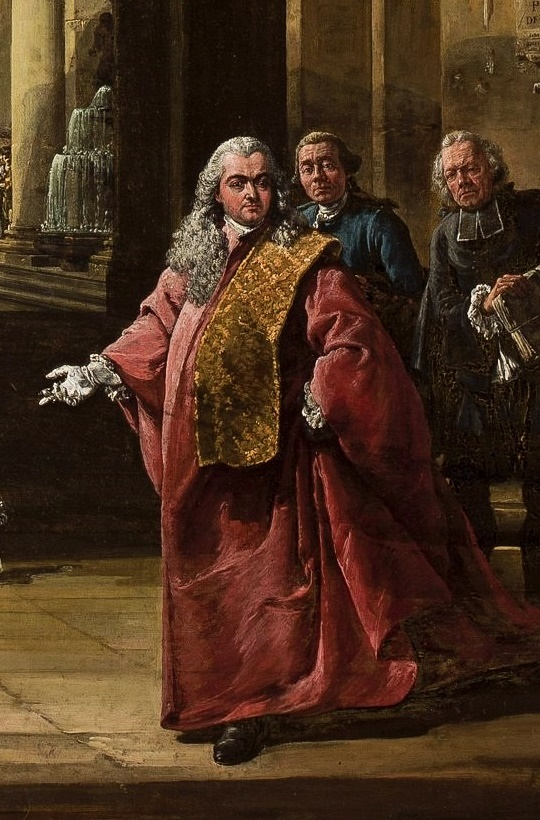
Autoritratto come senatore veneziano (dettaglio), Bernardo Bellotto, circa 1765. Bernardo Bellotto non fu senatore veneziano.